# Składowisko zbiorników paliwowych pod Fürstenwalde/Spree

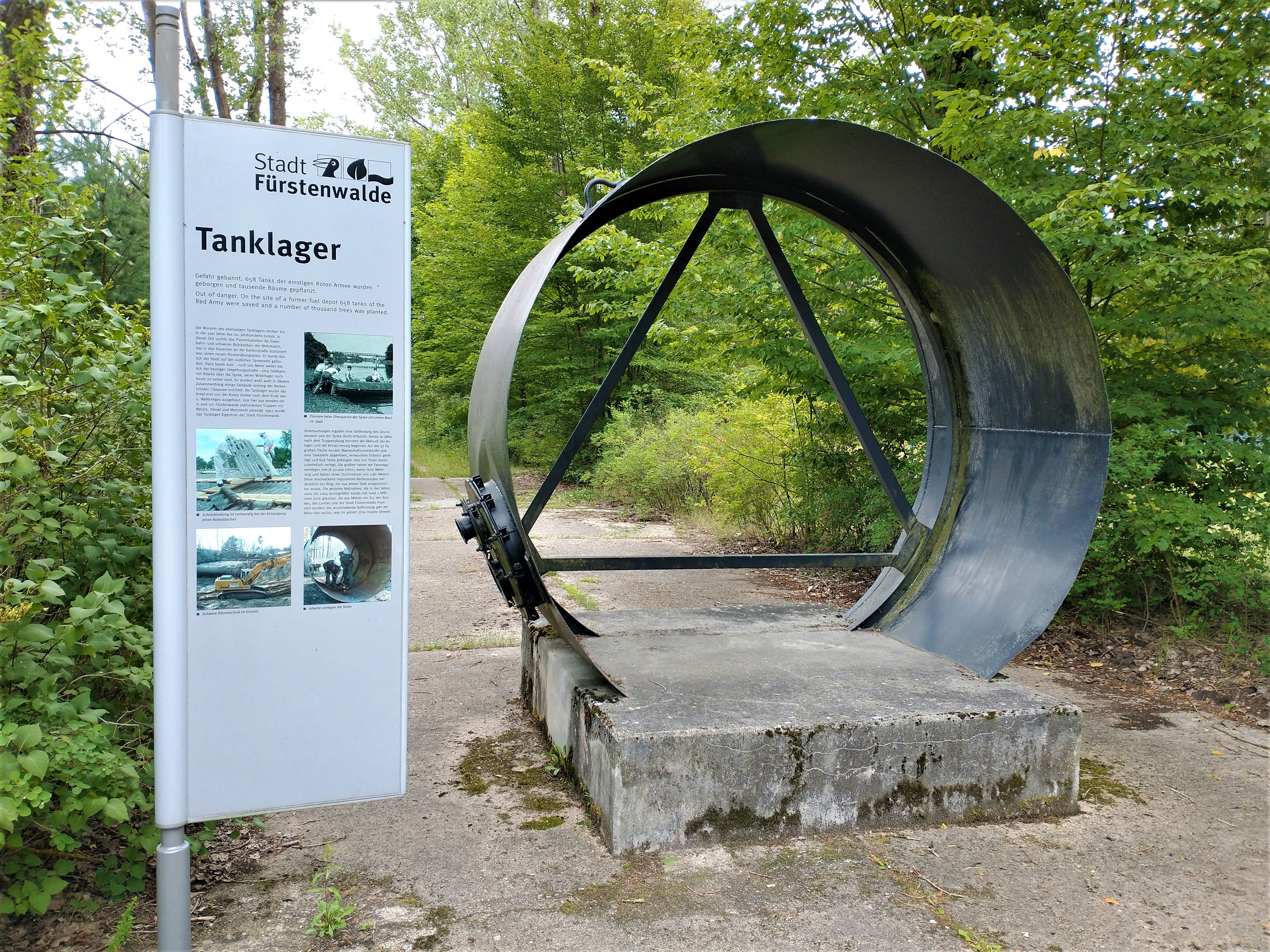
Pierścień pozostały po jednym ze zbiorników przy Berkenbrücker Chaussee

Składowisko czołgów i zbiorników paliwowych pod Fürstenwalde (niem. Tanklager) – dawny poligon wojskowy, składowisko czołgów i militarna baza paliwowa zlokalizowane po południowej stronie Berkenbrücker Chaussee na wschód od Fürstenwalde/Spree, w kierunku wsi Berkenbrück w Niemczech (Brandenburgia).
W latach 30. XX wieku batalion saperów Wehrmachtu zajmujący się budową kolei i mostów, stacjonujący w koszarach przy Gartenstrasse w Fürstenwalde, poszukiwał poligonu dla realizacji swoich celów szkoleniowych. Wybrano teren po południowej stronie Szprewy, pomiędzy Fürstenwalde a Berkenbrück. W celu połączenia go z Berkenbrücker Chaussee zbudowano kolej polową wraz z mostem nad Szprewą (jego przyczółki są widoczne do dzisiaj). Wzdłuż Berkenbrücker Chaussee wzniesiono część budynków poligonowych (dziś w ich pozostałościach funkcjonuje klinika dla zwierząt). Obszar ten został rozbudowany po II wojnie światowej jako magazyn czołgów Armii Czerwonej. Tutaj żołnierze sowieccy stacjonujący w Fürstenwalde i okolicach zaopatrywali się także w benzynę, olej napędowy oraz olej silnikowy. Teren otoczony był drutem kolczastym i murami. W listopadzie 1993 r. 32 hektary terenu zostały przekazane  miastu. Dziesięć lat po wycofaniu się Armii Czerwonej rozpoczęto rozbiórkę obiektów i rekultywację terenów zielonych, w tym zalesianie. Badania wykazały zagrożenie dla czystości wód gruntowych i Szprewy. Na 32 hektarach rozebrano kwatery żołnierskie i stację paliw, oczyszczono skażoną ziemię i odzyskano 658 zbiorników paliwowych (cystern). Sześćset z nich spoczywało pod ziemią. Największe z nich miały pojemność 50 000 litrów każdy, 8,60 m długości i 2,80 m średnicy. Prace przeprowadzono w latach 2002-2004 kosztem około trzech milionów euro i siłami trzydziestu pracowników. Działania zostały sfinansowane ze środków unijnych, niemieckiego rządu federalnego, kraju związkowego i miasta Fürstenwalde.
Istniejące w przeszłości obiekty upamiętnia pierścień wycięty z jednego ze zbiorników, stojący przy klinice dla zwierząt przy Berkenbrücker Chaussee. Obok pierścienia przebiega szlak rowerowy Spreeradweg.